# Mariachi

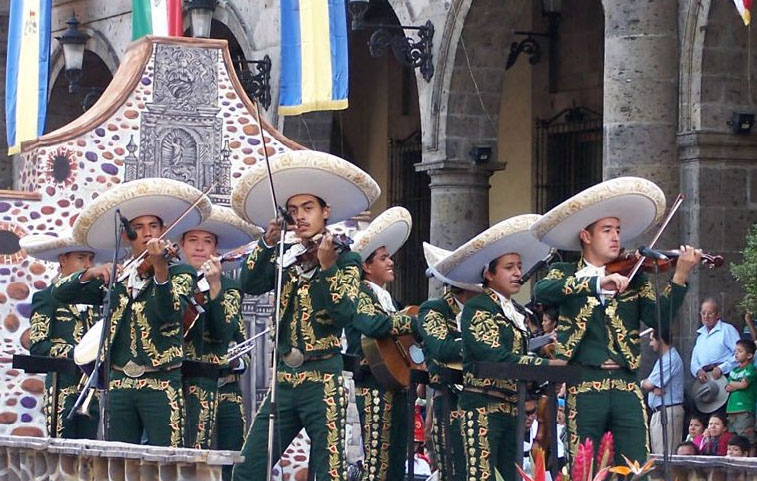
Eine Mariachigruppe beim Mariachi-Festival von Guadalajara

Mariachi [maˈɾjat͡ʃi] ist die Bezeichnung für eine typisch mexikanische Musikformation aus dem Bundesstaat Jalisco. Die Mariachi-Musik ist eine der vielen Facetten der mexikanischen Volksmusik, die regional sehr unterschiedlich ausgeprägt ist. Außerhalb von Mexiko ist die Mariachi-Musik die bekannteste unter den vielen mexikanischen Musikstilen. Sie wurde 2011 in die UNESCO-Liste des immateriellen Kulturerbes der Menschheit aufgenommen.

## Instrumente
Ein modernes Mariachi-Ensemble besteht üblicherweise aus 7 bis 12, gelegentlich auch aus bis zu 20 Mitgliedern – mit Gitarren, Vihuela, Guitarrón, Geigen, Trompeten, Harfe sowie manchmal Maracas und Sängern. Die Instrumentalisten übernehmen in vielen Liedern Chorpartien, aber auch Soloparts.

## Musikstile
Mariachi ist kein eigener Liedtypus, wie oft nachzulesen ist, sondern eine Formation, die traditionell unterschiedlichste Stile der Tanzmusik spielt. Was gemeinhin als „Mariachi-Musik“ bezeichnet wird, setzt sich aus einer Fülle von unterschiedlichen regionalen Stilen zusammen, dem Son Jaliscense, der Canción Ranchera, dem Corrido, Huapango (oder Son Huasteco), Bolero und Son Jarocho, gelegentlich auch Paso Doble, Danzón und Vals Mexicano, die wiederum in unterschiedlicher Weise von spanischen und französischen Stilen sowie der Musik der indigenen Bevölkerung beeinflusst worden sind. Vor allem zwischen den 1930er und den 1960er Jahren wurden zahlreiche Lieder speziell für Mariachi-Ensembles komponiert, die sich zum Teil an regionalen Stilen orientieren. Was Mariachi-Musik auszeichnet, ist daher weniger das Repertoire, das die Mariachi oft mit regionalen Formationen teilen, als vielmehr die Instrumentierung: der typische Mariachi-Klang mit (häufig plakativ terzgeführten) Trompeten, Saiteninstrumenten und gegebenenfalls auch dem Wechsel von Solostimme und mehrstimmigem Gesang sowie die dazugehörige Tracht.

## Etymologie
Der Ursprung des Wortes „Mariachi“ ist umstritten. Nach einer verbreiteten Erklärung, die unter anderem von Alfonso Reyes in Umlauf gebracht worden ist, stammt das Wort „Mariachi“ vom französischen „mariage“ (Hochzeit); es sei während der Besetzung Mexikos durch die Franzosen in den 1860er Jahren geprägt worden. Auch wenn sich diese Herleitung in verschiedenen Wörterbüchern findet, ist sie inzwischen widerlegt, da nach neueren Erkenntnissen der Begriff „Mariachi“ schon vor der französischen Intervention geläufig war. Sicher ist, dass es zu Beginn des 19. Jahrhunderts an der Küste von Nayarit, einer der Ursprungsregionen der traditionellen Mariachi, verschiedene Siedlungen mit dem Namen „Mariachi“ gab, und dass die indigene Bevölkerung derselben Region einen rituellen Tanz namens „Mariachi“ kannte. Aus deren Sprache, einer Variante des Nahuatl, stammt auch das Wort, dessen genaue Bedeutung bislang noch nicht geklärt ist.

## Kleidung

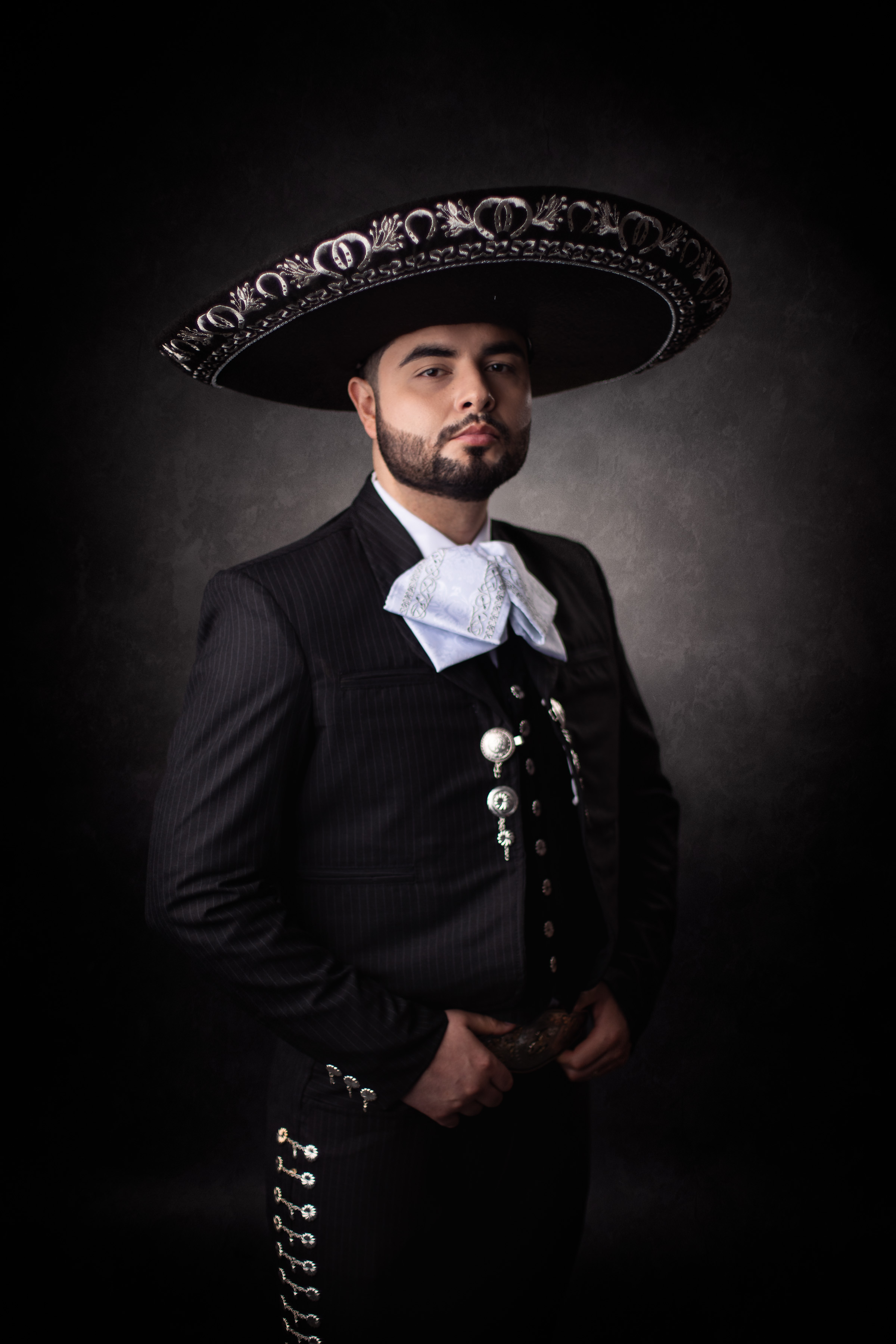
Mariachi mit Sombrero und Lavallière (2021)

Bis ins 19. Jahrhundert trugen Mariachi keine besondere Tracht, sondern die einfache Kleidung der Bauern. Seit den 1940er Jahren ist ihr Erkennungszeichen der feine Anzug des Charro, des wohlhabenden Haciendero aus dem 19. Jahrhundert: spitze Cowboystiefel, ein breitkrempiger, verzierter Sombrero, enge Hosen mit gestickten Bordüren oder Silberbeschlägen und eine ebenfalls reich dekorierte, westenförmige Jacke. Ursprünglich waren diese Anzüge schwarz mit silbernen Beschlägen (weshalb die Charros auch „Plateados“ genannt werden), heute tragen Mariachi auch beige und weinrote Anzüge. Typisches Accessoire ist die Lavallière, eine breite zur Schleife gebundene Krawatte.
Einer der ersten Anlässe, zu denen Mariachi im Anzug des Charro auftraten, war eine „garden party“, die der mexikanische Diktator Porfirio Diaz 1907 zu Ehren einer US-Delegation abhielt. Diese Tracht trugen seinerzeit bereits die sogenannten orquestas típicas, klassische Orchester mit akademisch geschulten Musikern, die Musik aus verschiedenen Regionen Mexikos vor allem vor Konzertpublikum spielten. Der Anzug des Charro setzte sich als typische Tracht der Mariachi durch, als diese in den 1930er und 1940er Jahren durch die aufkommende Schallplattenindustrie und das Kino zu einem nationalen Symbol wurden.

## Geschichte
Zur Mitte des 19. Jahrhunderts, als der Begriff erstmals aufkam, verwendete man die Bezeichnung Mariachi für Ensembles im Westen Mexikos, vor allem in Nayarit, Colima, Jalisco, Michoacán und Guerrero. Diese Ensembles bestanden meist aus drei oder vier Musikern und verwendeten Geige, Harfe, Gitarre/Viuhela und gelegentlich Schlaginstrumente wie Trommel oder Triangel. Das Repertoire dieser Ensembles unterschied sich regional sehr und bestand im Wesentlichen aus traditionellen Tanzliedern der jeweiligen Region. Zu weltlichen Anlässen spielten sie Sones der Region, bei religiösen Anlässen spielten sie Minuette.
Infolge der Mexikanischen Revolution und der nachfolgenden Urbanisierung kamen immer mehr Ensembles vom Land in Städte wie Guadalajara und Mexiko-Stadt, wo sie als Straßenmusiker für Geld auftraten. Einige Ensembles wie die Vargas de Tecalitlán traten auch bei politischen Anlässen und Veranstaltungen der feinen Gesellschaft auf. Sie nahmen Berufsmusiker auf und integrierten Trompeten ins Ensemble. So entstand der typische Mariachi-Klang, wie er beispielsweise im klassischen Vorspiel von „La negra“ oder „Guadalajara“ zu hören ist. Mit den Vargas de Tecalitlán setzte sich auch der Anzug des Charro als typische Mariachi-Tracht durch.
Diese neue, bewusst künstlerisch gestaltete Musik und der theatralische Auftritt entsprachen den Bedürfnissen des entstehenden mexikanischen Kinos der 1930er bis 1950er Jahre. Mariachi begleiteten prunkvolle Musikeinlagen oder traten in Straßenszenen auf. Die Vargas de Tecalitlán traten in über 200 Filmen auf, und die beliebtesten Schauspieler der Zeit, wie Jorge Negrete oder Pedro Infante, übernahmen in diesen Filmen den Gesangspart. Durch die Filmproduktionen des Goldenen Zeitalters des mexikanischen Kinos entstand ein neues, breites Repertoire der Mariachi-Musik, das viele regionale Stile in sich aufnahm. Die Filme machten die Mariachi auch über die Grenzen Mexikos hinaus bekannt. Im Zuge der Verbreitung durch die Massenmedien und die Schallplattenindustrie entstanden standardisierte Versionen der zuvor oft improvisierten Sones.
Mariachi verkörpern eine lebendige Musiktradition, die sich beständig weiterentwickelt. Einige Ensembles nehmen auch neuere Formen wie die Cumbia in ihr Repertoire auf. Während dies Kritikern als Stilbruch erscheint, wird lediglich die Tradition der Mariachi als Symbol der mexikanischen Kultur fortgeführt. Mit Sängern wie Luis Miguel hat an Mariachi angelehnte Musik auch Einzug in die Popmusik gefunden.
In der Vergangenheit gab es immer wieder auch bekannte weibliche Mariachi, darunter die Violinistin Rosa Quirino (1891–1969) oder die Sängerin Irma Vila. Seit einigen Jahrzehnten werden gemischte und rein weibliche Mariachigruppen häufiger. Die Musikerinnen tragen heute Anzüge mit langen Röcken, die mit ihren Stickereien und Beschlägen an die Anzüge ihrer männlichen Kollegen angelehnt sind.

## Mariachi in der mexikanischen Kultur
In Mexiko, vor allem im zentralen Hochland, ist die Musik der Mariachi fester Bestandteil der Volkskultur. Es gibt keinen Anlass, zu dem nicht Mariachi aufspielen. Sie spielen auf Verlobungen, Hochzeiten, Taufen, Feiern zum Muttertag, zum Josefstag und anderen Anlässen, sie singen in Messen und bei kirchlichen Prozessionen und sie treten auf öffentlichen Plätzen, in Restaurants, Cafés, Cantinas oder bei der Einweihung von Einkaufszentren in Erscheinung. Auf vielen Beerdigungen reiht sich eine Gruppe Mariachi in den Trauerzug ein und spielt „Las Golondrinas“. Nach wie vor beliebt ist die Tradition der Serenata: junge Männer bestellen in aller Frühe (meist um 2 Uhr morgens) eine Gruppe Mariachi vor das Haus ihrer Geliebten, um ihr ein Ständchen zu bringen. Familien brachten häufig Mariachi mit, um Angehörige vom Flughafen abzuholen, doch aufgrund des damit verbundenen Auflaufs ist dies seit einigen Jahren verboten. In Mexiko-Stadt ist ein beliebter Treffpunkt für Mariachi die Plaza Garibaldi im Norden des Zentrums, häufig engagieren Auftraggeber die Mariachi dort für ihre Auftritte.
Die Mariachi gelten nicht nur als Inbegriff der populären mexikanischen Musik, sie haben auch klassische Komponisten beeinflusst. Die Orchesterfantasie „El Huapango“ (1941) des mexikanischen Komponisten José Pablo Moncayo ist ein Beispiel für die gegenseitige Beeinflussung von Volks- und Hochkultur. Das Stück ist eine freie Adaption dreier huastekischer Tänze aus Veracruz, die als Einzelstücke zum Repertoire der Mariachi gehören. Moncayos rhythmisch komplexes Stück, das von Gloria Contreras für klassisches Ballett choreographiert wurde, avancierte rasch zur populären zweiten Nationalhymne und gehört heute wiederum zum Standardrepertoire der Mariachi.

## Mariachi in der kommerziellen Musik
Insbesondere die US-amerikanische Musikindustrie hat die Mariachi-Musik für den US- und Weltmarkt populär gemacht. Als erste Aufnahme gilt die vom Bob Moore Orchestra am 19. Juni 1961 in Nashville ziemlich authentisch aufgenommene Single Mexico mit Trompeten, Marimba und Maracas, die in der US-Pop-Hitparade Platz 7 erreichte, aber in Europa noch erfolgreicher war (9 Wochen Platz 1 in Deutschland) und mehr als 2 Millionen Exemplare verkaufte. Daran orientierten sich 1962 Herb Alpert & His Tijuana Brass, die mit diesem Stil regelmäßig vordere Plätze internationaler Hitparaden belegen konnten.

## Charakteristische Lieder
- Canción del Mariachi
- Cielito lindo
- Jarabe Tapatío
- El Mariachi Loco
- El Rey
- El Son de la Negra
- Cucurrucucú paloma
- Guadalajara
- La Bamba
- La Chiapaneca
- Las Golondrinas
- Las Mañanitas
- México lindo y querido
- Paloma Negra
- Viva México, viva América

## Bekannte Ensembles
- Mariachi Coculense
- Mariachi México
- Los Vargas de Tecalitlán
- Mariachi Sol de Mexico

## Bekannte Solisten
- Jorge Negrete
- Pedro Infante
- Javier Solís
- Vicente Fernández
- Pedro Fernández
- Alejandro Fernández